# Lettre anonyme
Pour La lettre anonyme (film), voir La Lettre anonyme.

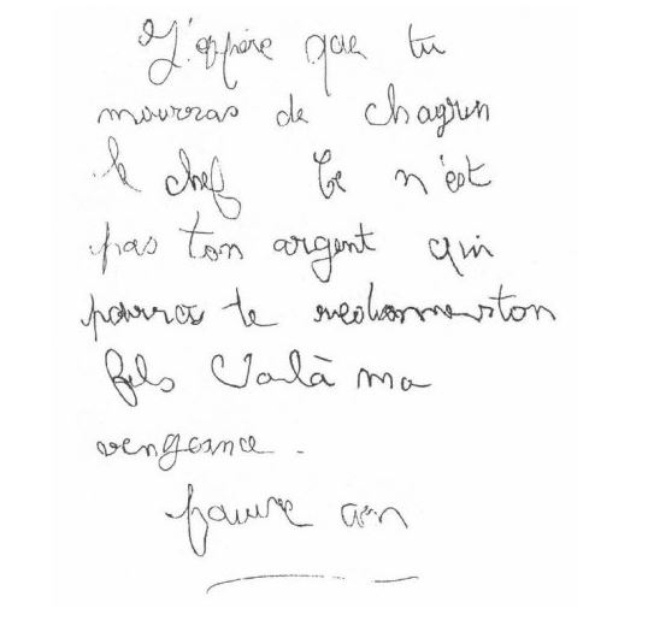
Lettre anonyme de revendication de l'assassinat du petit Grégory.

Une lettre anonyme est une lettre non signée envoyée à un ou plusieurs destinataires, souvent dans le but de nuire à une réputation, voire d'exercer une menace, (notamment une menace de mort ou un chantage).

## Description

### Terminologie
Au début des années 1920, en pleine affaire de Tulle, le criminaliste Edmond Locard crée le terme d’« anonymographe » pour désigner les auteurs de lettres anonymes,. Dans cette affaire, l'anonymographe est une femme, Angèle Laval, qui signe ses lettres  « L'Œil de tigre ». Un journaliste du Matin, venu couvrir le procès de l'accusée, la décrit sur les bancs du tribunal en ces termes dans son édition du 5 décembre 1922 :« Elle est là, petite, un peu boulotte, un peu tassée, semblable sous ses vêtements de deuil, comme elle le dit elle-même, à un pauvre oiseau qui a replié ses ailes. ». Si le journaliste n'emploie pas le mot « corbeau », la description fait penser à cet oiseau.  
Après que l'affaire a fait l'objet d'une adaptation cinématographique en 1943 par Henri-Georges Clouzot — dans laquelle les lettres sont signées « Le Corbeau » — l'appellation corbeau remplace le mot « anonymographe » dans le langage courant. Le vocable corbeau est par exemple largement employé dans le cadre de l'affaire Grégory,».  

## Affaires de lettres anonymes
- L'affaire du corbeau (1917-1922), 110 lettres anonymes à Tulle, pour laquelle Angèle Laval fut condamnée en 1922.
- L'affaire Grégory, plusieurs lettres anonymes envoyées à la famille Villemin entre 1981 et 1984 évoquant des secrets de famille, la dernière reçue le mercredi 17 octobre 1984 est venue revendiquer le meurtre du petit Grégory.
- L'affaire Élodie Kulik, après la réception par le parquet d'une lettre anonyme dénonçant un témoin susceptible de savoir des choses sur Willy Bardon[8], la chambre de l'instruction de la cour d'appel d'Amiens reporte sa décision de traduire devant un jury le violeur et meurtrier présumé de la jeune femme[9].
- Le cas Lucien Léger, surnommé « l'étrangleur » à cause de la signature « L'étrangleur no 1 » apposée au bas des lettres anonymes envoyées à la police.

## Dans la culture populaire

### Littérature
- Dans Rouerie et Le Pardon (1882), deux nouvelles de Guy de Maupassant.
- Dans Alice et le Médaillon d'or (1934) de Mildred Wirt Benson.
- Dans La Plume empoisonnée (1942) d'Agatha Christie.
- Dans La Possibilité du Mal (1965), nouvelle de Shirley Jackson.

### Cinéma
- Dans La Lettre anonyme (1909) de Louis Feuillade.
- Dans The Rosary (1915) de Colin Campbell.
- Dans Poison Pen (en) (1939), de Paul L. Stein.
- Dans Le Corbeau (1943) d'Henri-Georges Clouzot.
- Dans Au bon beurre (1981), téléfilm d'Édouard Molinaro.
- Dans The Barber (2001) des frères Coen.
- Dans Scandaleusement vôtre (2023) de Thea Sharrock.